# Wangtun
Wangtun (kinesiska: 汪屯, 汪屯乡) är en socken i Kina. Den ligger i provinsen Henan, i den centrala delen av landet, omkring 69 kilometer öster om provinshuvudstaden Zhengzhou. Antalet invånare är 21 304. Befolkningen består av 10 311 kvinnor och 10 993 män. Barn under 15 år utgör 20,0 %, vuxna 15-64 år 72 %, och äldre över 65 år 7,0 %.
Genomsnittlig årsnederbörd är 681 millimeter. Den regnigaste månaden är juli, med i genomsnitt 182 mm nederbörd, och den torraste är januari, med 4 mm nederbörd.